# Хаджибейски лиман
Хаджибейският лиман (на украински: Хаджибе́йський лима́н; на руски: Хаджибейский лиман) е солено крайбрежно езеро в Одеска област на Украйна, северозападно от Одеския залив на Черно море, на 6,4 km северно от центъра на град Одеса, разположено на -0,9 m н.в.
Дължина 31 km, ширина от 0,5 до 3,5 km, дълбочина до 2,5 m, площ 70 km². Тясна 4,5-километрова коса го отделя от Одеския залив. В северната му част се разделя на два ръкава – източен, по дълъг, в който се влива река Малък Куялник, и западен, по-къс, в който се влива река Свинска.
Лиманът се е образувал в резултат на отделянето от морето чрез пясъчно коса на устието на река Малък Куялник. Дъното му е покрито с дебела лечебна тиня.
На южния му бряг, на косата отделяща го от Черно море, са разположени няколко северни квартала на град Одеса.